# 新信徒的洗礼
《新信徒的洗礼》（義大利語：Battesimo dei neofiti）是马萨乔的一幅 湿壁画，位于佛罗伦萨圣母圣衣圣殿的布兰卡契小堂右侧墙壁上部，绘制于1425-1426年，尺寸为255 x 162 厘米。画面描绘使徒行传中圣伯多禄为新基督徒施行洗礼的场景。

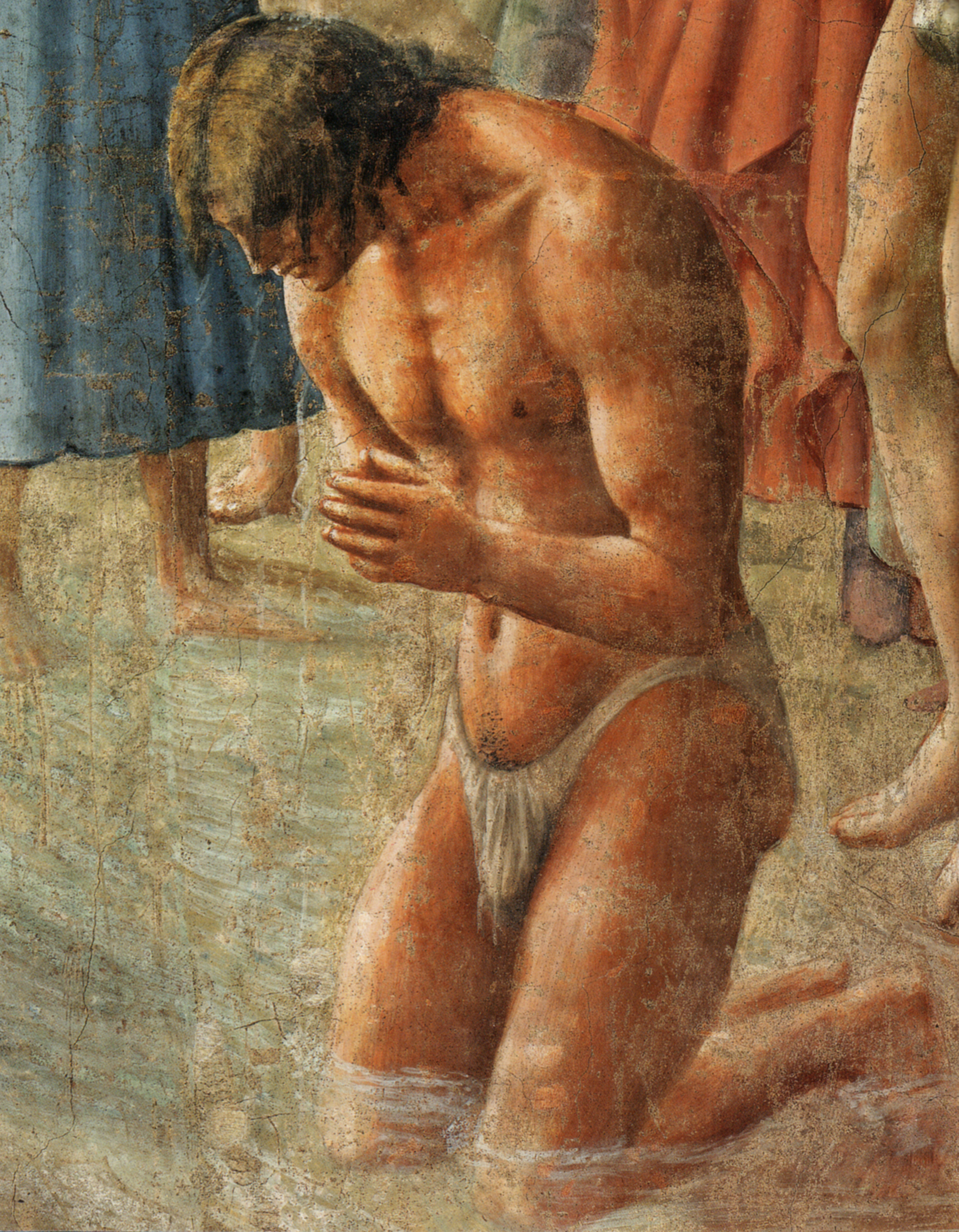
细部